# فهرست تیم ها و دوچرخه سواران در وولتا اسپانیا ۱۹۸۰
فهرست تیم‌ها و دوچرخه سواران در وولتا اسپانیا ۱۹۸۰ (انگلیسی: List of teams and cyclists in the 1980 Vuelta a España)